# Horsell
Horsell – wieś w Anglii, w hrabstwie Surrey, w dystrykcie Woking. Leży 38 km na południowy zachód od centrum Londynu.